# Post-Scarcity Anarchism
Post-Scarcity Anarchism är en samling essäer av Murray Bookchin, först publicerad 1971 av Ramparts Press. I den skisserar Bookchin den möjliga form anarkismen kan ta under förhållanden av postknapphet. Ett av Bookchins viktigaste verk, dess författares radikala tes väckte kontrovers för att vara utopisk i sin tro på teknologins befriande potential.

## Sammanfattning
Bookchins "post-knapphetsanarkism" är ett ekonomiskt system baserat på social ekologi, libertariansk kommunalism och ett överflöd av grundläggande resurser. Bookchin menar att postindustriella samhällen har potential att utvecklas till post-knapphetssamhällen, och kan därmed föreställa sig "uppfyllandet av de sociala och kulturella potentialer som finns latent i en överflödsteknologi". Samhällets självstyre möjliggörs nu tack vare tekniska framsteg, och när tekniken används på ett ekologiskt anpassningsbart sätt kommer samhällets revolutionära potential att förändras avsevärt.
Bookchin hävdar att den utökade produktionen som möjliggjordes av 1900-talets tekniska framsteg skedde i strävan efter marknadsvinst och på bekostnad av människors behov och ekologisk hållbarhet. Kapitalackumulering kan inte längre betraktas som en förutsättning för befrielse, och uppfattningen att hinder som staten, den sociala hierarkin och politiska avantgardistpartier är nödvändiga i arbetarklassens kamp för frihet kan avfärdas som en myt.

## Mottagande
Bookchins tes har setts som en form av anarkism som är mer radikal än Noam Chomskys; även om båda är överens om att informationsteknologi, kontrollerad av borgarklassen, inte nödvändigtvis är befriande, avstår Bookchin inte från att motverka denna kontroll genom att utveckla nya, innovativa och radikala teknologier för självet. Den postanarkistiske forskaren Lewis Call jämför Bookchins språkbruk med Marcel Mauss, Georges Bataille och Herbert Marcuses, och noterar att Bookchin förutser den cybernetiska teknologins betydelse för utvecklingen av mänsklig potential mer än ett decennium före cyberpunkens uppkomst. Samlingen har fått positiva beskrivningar av Marius de Geus som "inspirerande skisser" av framtiden, och som "en insiktsfull analys" och "en diskussion om revolutionär potential i ett teknologiskt samhälle" av Peggy Kornegger i hennes essä "Anarchism: The Feminist Connection".